# 小池仁郎

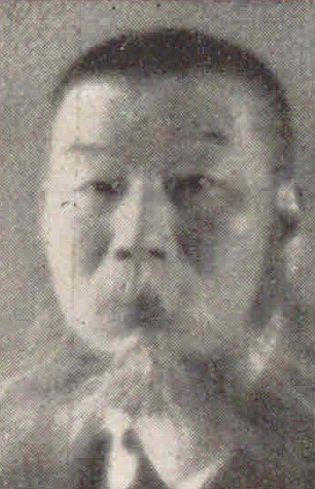
小池仁郎

小池 仁郎（こいけ にろう、慶応2年5月7日（1866年6月19日） - 1936年（昭和11年）1月24日）は、日本の衆議院議員（憲政会→立憲民政党→国民同盟）、水産業者。愛称にポロニシパ、ヤソの小池。

## 経歴
越後国中頸城郡潟町村字小舟津（現在の新潟県上越市大潟区）出身。酒造業兼漁業の小池太一郎、やをの四人兄弟の三男として生まれる。長兄は夭折した。幼少期は越後高田藩の松下武次郎から漢文を学んだ。1877年（明治10年）に叔父の小池仁兵衛の養子となった。1879年（明治12年）に新潟師範学校速成科高田支場を卒業し、小学校教員となったが、翌年根室に渡った。
別当賀にて林業に従事したのち、酒販業を経て、勉学を兼ねて根室の天杉商店で働く。1886年（明治19年）カーペンター宣教師（Carpenter Howard Chapin、バプテスト派）夫妻が根室に来ると英語を学ぶために通い、1888年（明治21年）バプテスマ（洗礼）を受けた。翌年、八木商店の帳場となり、商業や漁業について学ぶ。この勉強が後年のサケ・マスの人工ふ化事業に役立つこととなる。
1892年（明治25年）八木安太郎の世話で別海村の春別に漁場の権利を持つ。この頃、ある大漁祝で泥酔した船頭が沖へ出て溺れる事件をきっかけにバプテスト派教会の信者や裁判官の澁谷十郎らと禁酒運動を展開するようになった。翌年の1893年（明治26年）根室漁業組合代議員に就任し水産行政に従事するようになり、根室昆布組合代議員、根室水産税区会議員、根室外二郡水産組合評議員、標津外二郡水産組合評議員などを歴任する。ついで1909年（明治42年）根室外四郡水産組合長、1917年（大正6年）北海道水産連合会副会長を経て、1924年（大正13年）帝国水産会議員に選出され、同年根室鮭鱒養殖水産組合長、北海道水産会会長を経て、1927年（昭和2年）帝国水産会副会長に就任した。この間、1911年（明治44年）と1912年（大正元年）の二回に渡り、販路拡大のために中国および朝鮮へ渡った。また、サケ・マスの人工ふ化事業にも尽力した。
政治家としては1900年（明治33年）に根室町会議員に選ばれ、ついで1904年（明治37年）から北海道会議員を3期務めた。1915年（大正4年）、第12回衆議院議員総選挙に出馬し、当選。以後、7回の当選回数を数えた。第2次若槻内閣では逓信政務次官を務めた。
1936年（昭和11年）1月、狭心症により死去した。